# Desmond Robinson
Desmond „Des“ Robinson (* 30. Dezember 1927 in Dewsbury; † 10. Dezember 2015 in Mirfield) war ein englischer Radrennfahrer und nationaler Meister im Radsport.

## Sportliche Laufbahn
Robinson war im Straßenradsport aktiv. Bei den Olympischen Sommerspielen 1952 in Helsinki wurde er im olympischen Straßenrennen beim Sieg von André Noyelle als 26. klassiert. Die britische Mannschaft (mit Brian Robinson, Des Robinson, Graham Vines und Les Ingman) kam in der Mannschaftswertung auf den 11. Platz. 1949 siegte er im Rennen Manx International, dem damals bedeutendsten Eintagesrennen für Amateure in Großbritannien. 1955 wurde er Vize-Meister im Straßenrennen des Verbandes N.C.U hinter Bernard King, 1955 gewann er die Meisterschaft des Verbandes B.L.R.C. sowie das Etappenrennen Oats Circuit of Britain, das ein Vorläufer des Milk Race war.

## Berufliches
Nach einer Ausbildung als Schreiner wechselte er später in das elterliche Unternehmen und führte die Schreinerei in Mirfield weiter. Später arbeitete er in einem Chemie-Unternehmen und unterrichtete Ingenieurwissenschaften.

## Familiäres
Desmond Robinson war der ältere Bruder von Brian Robinson, der 1958 eine Etappe der Tour de France gewann. Im Gegensatz zu seinem Bruder wurde Des nie Profi.